# Constitution islandaise de 1944
Pour une présentation générale des différentes constitutions islandaises, voir Constitution de l'Islande.
Lire en ligne

Consulter

Constitution du royaume d'Islande
La Constitution de la république d'Islande (en islandais Stjórnarskrá lýðveldisins Íslands) est la loi suprême de l'Islande. Elle se compose de 80 articles répartis en sept sections, dans laquelle la souveraineté nationale et les droits de chaque citoyen sont établis. Adoptée le 17 juin 1944, elle a été amendée à six reprises.

## Histoire

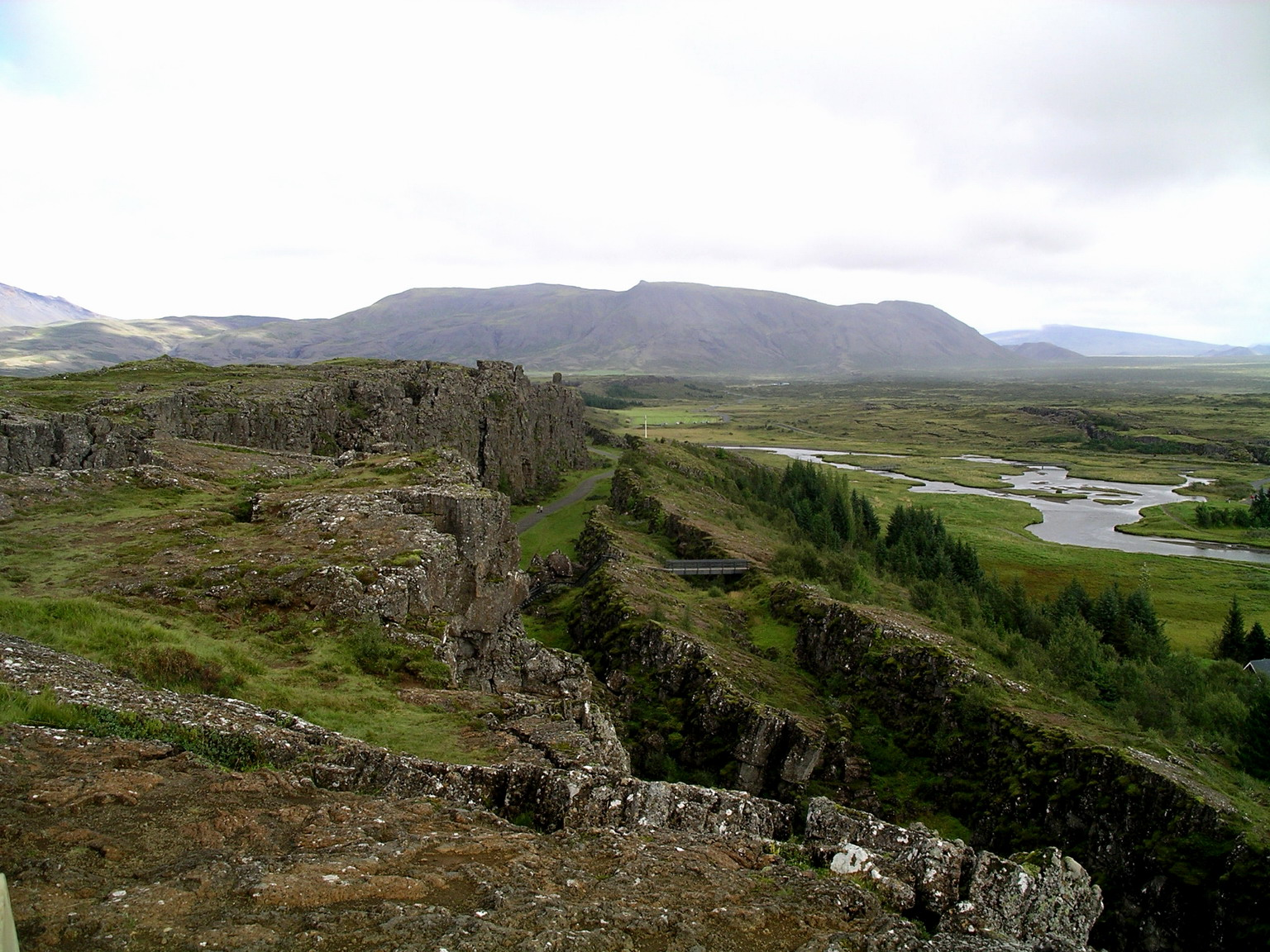
Þingvellir, lieu historique de l'Althing viking et lieu de proclamation de la République

### 1944: fondation de la république
Avec la loi des relations (en islandais sambandslögin) de 1918, l'Islande était devenue un royaume indépendant en union personnelle avec le Danemark, le Royaume d'Islande. En 1920, le pays reçoit une nouvelle constitution (« Constitution du Royaume d'Islande », en islandais Stjórnarskrá konungsríkisins Íslands) faisant état de ce changement.
Au début de l'année 1944, l'Althing décide l'annulation de la loi de relations et s'accorde sur une nouvelle constitution, tout en établissant un référendum sur ces deux éléments. Celui-ci a lieu en mai 1944 avec un taux de participation de 98 %. Le résultat est sans appel : l'abrogation de la loi de relation avec le Danemark est approuvée par 97 % des votants et 95 % votent en faveur d'une république. Le 17 juin 1944, l'Althing se réunit à Þingvellir, lieu historique du parlement islandais, pour ratifier la constitution et proclamer la république.

### Évolution depuis 1944
Depuis la ratification de la constitution, il y eut sept lois constitutionnelles d'amendements au total (dont deux en 1995), portant pour la plupart sur la structure des circonscriptions de l'Islande et les conditions d'éligibilité. En 1991, l'organisation de l'Althing est modifiée: le parlement bicaméral devient monocaméral. De plus importantes modifications ont été effectuées en 1995 lorsque la section portant sur les droits de l'homme fut amendée.

### Tentative de rédaction d'une nouvelle constitution en 2011
Le 27 novembre 2010, une Assemblée constituante est élue: 25 personnes parmi 522 candidatures retenues, sont élues pour faire partie d'un Parlement constitutionnel. Constituée de 15 hommes et 10 femmes de tous horizons sociaux et politiques, afin de proposer des amendements à la Constitution en vigueur. Mais, à la suite d'un recours, la Cour suprême invalide les élections.
Le Parlement décide alors de nommer les 25 candidats qui avaient reçu le plus de votes pour former un Conseil constitutionnel. Pendant quatre mois, ce conseil travaille sur un projet de nouvelle constitution. Via les réseaux sociaux et un site, le peuple est invité à contribuer à la rédaction du texte. Le préambule commence ainsi : « Nous, peuple d’Islande, souhaitons créer une société juste offrant les mêmes opportunités à tous. Nos origines différentes sont une richesse commune, et ensemble nous sommes responsables de l’héritage des générations : la terre, l’histoire, la nature, la langue et la culture. L’Islande est un État libre et souverain, dont la liberté, l’égalité, la démocratie et les droits humains sont les piliers. ». La proposition de constitution comporte 114 articles. Elle prévoit notamment : 
- la réforme électorale garantira le « une personne, une voix » ; les députés sont élus pour quatre ans.
- L'Assemblée élit le premier ministre sur proposition du président d'Islande tandis que celui-ci est élu au suffrage universel. Le président a le droit de dissoudre l'Assemblée.
- Les ressources naturelles sont détenues par le peuple islandais ;
- la démocratie directe par le biais de référendums nationaux ; il suffit de 10 % des électeurs islandais pour qu'un référendum soit organisé sur une loi votée par le parlement. Il faut la même proportion pour qu'un projet de loi soit présenté à l'assemblée par les Islandais.
- la liberté d’information : toute personne doit être libre de collecter et de diffuser l'information. Les informations et les documents tenus par les autorités publiques doivent être accessibles sans exception.
- la protection de l’environnement,
- des garde-fous et des contre-pouvoirs face au gouvernement parlementaire semi-présidentiel, le système actuel. Toute modification constitutionnelle par le Parlement doit par exemple être soumise à référendum[9].

Le 20 octobre 2012, lors d'un référendum les Islandais doivent se prononcer sur six propositions du Conseil constitutionnel en vue de rédiger une nouvelle constitution. 66 % des votants s'y déclarent favorables, mais seulement 49 % des électeurs se sont déplacés aux urnes. Malgré ce soutien populaire, le Parlement tarde à mettre à l'ordre du jour le texte et met même des bâtons dans les roues par une loi contraignante nécessitant les deux tiers des votes des députés et 40 % du vote populaire pour toute modification constitutionnelle. Selon l'un des 25 membres du conseil constitutionnel, Thorvaldur Gylfason, le parlement assassine le projet. Le projet est enterré en 2013 après les élections législatives qui consacrent la victoire du Parti de l'indépendance (droite) et du Parti du progrès (centriste et agrarien).[réf. nécessaire]

## Sections de la Constitution de 1944
La Constitution de 1944 est séparée en 7 sections, pour un total de 80 articles. Chaque section regroupe une thématique particulière: définition de la république, organisation du gouvernement, modes de scrutins, droits et devoirs, etc.

### Section I: Principes fondamentaux
La première section contient les deux premiers articles de la Constitution et établit les principes fondamentaux de la république d'Islande.
L'article 1 énonce simplement : « L'Islande est une République dotée d'un régime parlementaire. ».
L'article 2 met en place l'exercice des différents pouvoirs : l'Althing et le président de la République exercent conjointement le pouvoir législatif, tandis que le Président et son gouvernement possèdent le pouvoir exécutif ; le pouvoir judiciaire appartient aux tribunaux.

### Section II: Le président de l'Islande
La section II, contenant les articles 3 à 30, définit le lieu de la Présidence, les réunions avec l'Althing, et les droits présidentiels.

### Section III: L'Althing
La section III, qui contient les articles 31 à 34, décrit les termes de la présence au Parlement. Elle définit également que tout citoyen islandais excepté les juges de la Cour suprême peuvent être élus à l'Althing.

### Section IV: Organisation et fonctionnement de l'Althing
La section IV définit les sujets principaux des activités du Parlement et établit les droits et devoirs des députés. Le chapitre indique que personne n'a le droit d'approuver un projet de loi avant trois lectures dans l'Althing. Les sessions d'Althing ont lieu en public à moins qu'il en soit décidé autrement par le Parlement. La majorité des députés doit être présente pour traiter un sujet. La plupart des autres règles parlementaires sont définies légalement selon l'article 58.

### Section V: Le pouvoir judiciaire
Réglementation du pouvoir judiciaire.

### Section VI: L'État et l'Église
La sixième section contient les articles 62 à 64.
L'article 62 reconnaît l’Église évangélique-luthérienne d'Islande comme Église d'État et de fait, elle doit être financée et protégée par l'État.
Les articles 63 et 64 garantissent la liberté de religion aux Islandais.

### Section VII: Droits fondamentaux et dispositions finales
Cette ultime section concerne les droits de l'Homme, les impôts et les taxes, les municipalités, et les modalités d'amendement de la constitution.
Les articles 80 et 81, complétés par un paragraphe de dispositions transitoires, organisent la transition entre l'ancienne Constitution et la nouvelle Constitution en 1944.

## Amendements
| Date de promulgation | Numéro de la loi | Articles amendés                                                 | Résumé de la révision |
| -------------------- | ---------------- | ---------------------------------------------------------------- | --- |
| 20 août 1959         | 51/1959          | 31                                                               | - L'Althing est porté à 60 membres élus au bulletin secret et à la proportionnelle. - Selon leur population, des villes ou des régions élisent 5 ou 6 députés - La ville de Reykjavik en élit 12. - 11 membres supplémentaires de péréquation sont élus afin de représenter les résultats nationaux (en proportion) de chaque parti. |
| 24 avril 1968        | 9/1968           | 33                                                               | - Âge minimal de vote et d'éligibilité abaissé de 21 à 20 ans. - Disparition de l'alinéa précisant qu'une femme a des droits civiques même si sa propriété appartient à son mari. |
| 13 juin 1984         | 65/1984          | 31, 33, 34                                                       | - L'Althing est composé de 63 députés. - Le nombre de circonscriptions est porté à 8, chaque circonscription élisant de 5 à 14 députés, selon leur population. - Âge minimal de vote et d'éligibilité abaissé de 21 à 18 ans. - L'exemplarité au regard de la loi est nécessaire à l'éligibilité. |
| 31 mai 1991          | 56/1991          | 8, 11, 22 à 24, 28, 32, 34, 35, 38, 39, 42 à 49, 52 à 58, 61, 79 | - L'Althing devient monocaméral - Réforme des prérogatives inhérente au monocamérisme - Un juge de la Cour Suprême, même s'il n'est plus en activité, ne peut siéger à l'Althing |
| 5 juillet 1995       | 97/1995 100/1995 | 43, 63 à 78                                                      | - Réforme des libertés: - Liberté de la presse accrue - Liberté de culte accrue et encadrée - Liberté des étrangers accrue et encadrée - Égalité homme/femme - Égalité devant la loi sans considération de sexe, de confession, d'opinion, d'origine nationale, de race, de couleur, de ressources, de naissance ou de tout autre statut. - Inamovibilité de la nationalité islandaise. - La peine de mort ne peut plus être rétablie - Réforme des comptes publics: - Tous les comptes publics de l'État ou assimilés doivent être soumis au contrôle de l'Althing |
| 1er juillet 1999     | 77/1999          | 31                                                               | - Nouveau découpage électoral - Frontières et nombre des circonscriptions fixés par la loi (minimum 6, maximum 7) - Élection de 6 députés par circonscription auxquels s'ajoutent des députés élus à la proportion des résultats nationaux de chaque parti |